# 데이미언 워너
데이미언 데이비드 조지 워너(영어: Damian David George Warner, 1989년 8월 19일~)는 캐나다의 육상 선수로 주 종목은 10종경기이다. 2016년 하계 올림픽 10종경기 부문 동메달을 획득했고 2020년 하계 올림픽 10종경기 부문에서 금메달을 획득했다. 또한 세계 선수권 대회에서 4차례 메달을 획득했으며 세계 실내 선수권 대회에서 금메달 1개, 은메달 1개를 획득했다.
도쿄 올림픽에서 우승했을 때 기록한 점수인 9018점은 올림픽 10종경기 기록, 캐나다 10종경기 국가 기록이다.